# Mabel Collins
Mabel Collins, (Saint Peter Port, 9 de setembro de 1851 – Gloucester, 31 de março de 1927) foi uma escritora, teosofista e ativista dos direitos dos animais britânica.
Autora de mais de 46 livros, entre eles livros populares de misticismo, era contra a vivissecção de animais.

## Biografia
Mabel nasceu como Minna Collins, em 1851, na capital da ilha de Guernsey, no Canal da Mancha. Era filha única de Edward James Mortimer Collins (1827-1876) e Susanna Hubbard (1808-1867). Do primeiro casamento de sua mãe, 19 anos mais velha que seu pai, ela teve seis meio-irmãos. O pai escrevia poesia, era jornalista e professor, mas passou por dificuldades financeiras durante a maior parte da vida. Em 1856, a família mudou-se para a Inglaterra, onde Edward teve empregos temporários e vivia sendo perseguido por credores, mudando seu local de residência várias vezes até se estabelecerem em Knowl Hill (perto de Maidenhead) em 1866.
Mabel não frequentou à escola e recebeu uma educação básica em casa com aulas dadas por seu pai, que dava ênfase à poesia, filosofia e literatura, mas negligenciava outros assuntos. Se comparado com a educação de outras meninas, era um conhecimento desequilibrado, muito à frente em certos assuntos, mas bastante precário em outros. Aos 12 anos, Mabel começou a escrever contos e poemas. Seus pais não tinham uma vida feliz; seu pai bebia em demasia e vivia com problemas para ganhar dinheiro, enquanto a saúde de sua mãe decaía.
Susanna morreu em 1867 e um ano depois seu pai se casou com Frances Cotton, a quem ele verdadeiramente amava. Eles moravam em Knowl Hill e Edward passava a maior parte de seu tempo escrevendo, recebendo autores e jornalistas em casa para rodadas literárias. Uma das lembranças de Mabel era de adormecer ouvindo a pena de seu pai raspando papel enquanto ele escrevia.
Em fevereiro de 1871, Mabel noivou de Keningale Robert Cook (1845-1886), filho de Robert Keningale Cook, cônego da Igreja Anglicana em Manchester. Em 3 de agosto de 1871, com 20 anos, Mabel se casou com Robert na Igreja de St. Peters. Cook era seis anos mais velho do que Mabel e estudou no Trinity College, em Dublin. Cook era doutor em direito e escreveu artigos e poemas para a revista Woman, onde Mabel também publicou alguns artigos. O casal não teve filhos e após alguns anos foi cada vez mais caracterizado pela alienação mútua, sendo que a partir de fevereiro de 1885 eles passaram a viver separados. Cook morreu em 1886, deixando para Mabel uma quantia generosa o suficiente para que ela vivesse confortavelmente por alguns anos. Na década de 1890 ela se casou novamente, mas seu segundo marido morreu depois de alguns anos e detalhes sobre sua morte não são conhecidos.
Seu pai Edward morreu devido a problemas cardíacos relacionados com um episódio de febre reumática em 28 de julho de 1876. Frances passou o resto da vida cuidando dos escritos do marido. Enquanto isso, Mabel se afastou da família, vivendo com o marido, acreditando que o casamento pudesse lhe dar alguma liberdade. Na época de seu casamento, Robert publicara um livro de versos, Purpose and Passion.
Com a renda de seus livros e com a herança herdada de Cook, Mabel fundou, junto de dois outros sócios, a Pompadour Cosmetique Company por volta de 1890, empresa que financiou. A empresa, porém, faliu, destruindo sua fortuna e em 1892 Mabel se declarou falida. Mabel dedicou os próximos anos à escrita, lutando para se recuperar do desastre financeiro. Em 1913, ela perdeu seu dinheiro mais uma vez após a falência do banco onde era correntista e ficou dependente de amigos pelo resto de sua vida.
Para se sustentar, ela se tornou secretária da União Britânica para a Abolição da Vivissecção (BUAV) e em 1909 ela mudou-se para o Parlamento Britânico como Secretária Parlamentar da BUAV. Além desse compromisso com o bem-estar animal, ela defendia o vegetarianismo e se apresentava como oponente da vacinação.
A partir do primeiro casamento, Mabel passou a ser chamada de Minna Cook ou Sra. Keningale-Cook, às vezes soletrado Sra. Kenningdale Cook. Seu pai a chamava de Mabel quando ela era criança e, mais tarde, quando publicou seus livros, passou a usar o apelido como pseudônimo pelo qual ficou conhecida.

## Carreira
Em 1875, ela publicou seu primeiro romance The Blacksmith and Scholar sob o nome de Mabel Collins. Seu segundo livro, An Innocent Sinner, que foi publicado em 1877, foi um best-seller e a tornou famosa. Seus romances e contos tinham principalmente o tema ocultista. Em 1879, Mabel publicou mais dois livros, In This World e Our Bohemia. Seu sucesso logo começou a eclipsar o do marido e vários de seus trabalhos foram serializados em revistas.
Seu livro mais famoso foi Light on the Path, que foi reimpresso pela primeira vez em sequências no jornal teosófico Lucifer e publicado em forma de livro em 1888. Mabel teve contato com o espiritualismo pela primeira vez no final da década de 1870 . Ela compareceu a sessões espíritas e eventualmente tornou-se ela própria uma médium. Segundo Mabel, vários de seus livros teriam sido transmitidos a ela dessa forma. No entanto, mais tarde, Mabel renegou seu passado místico e descreveu a mediunidade como perigosa.
Em 1881 ela se juntou à Loja de Londres e, portanto, à Sociedade Teosófica e em 1884 ela conheceu Helena Blavatsky. Quando Blavatsky se mudou para Londres em 1º de maio de 1887, ela fez sua casa em Upper Norwood (agora parte do Croydon). Ela também foi uma das fundadoras da Loja Blavatsky em 19 de maio de 1887 e apoiou Blavatsky com a publicação de seu trabalho A Doutrina Secreta. Com a fundação da revista Lucifer, cuja primeira edição apareceu em 15 de setembro de 1887, Mabel foi nomeada editora-adjunta e publicou vários artigos seus na revista.
Em 15 de fevereiro de 1889, ela perdeu seu cargo na revista Lucifer e em abril de 1889 ela se demitiu da Sociedade Teosófica ou foi expulsa, as informações sobre isso são confusas. Blavatsky supostamente acusou Collins de realizar magia negra e rituais tântricos com Archibald Keightley. O tio de Archibald, Bertram Keightley, também teria se envolvido, ambos negados por Mabel. Em todo caso, o suposto culto levou a um escândalo que acabou levando à sua demissão e a várias crises nervosas no período.
Mabel se dedicou à escrita depois de sua saída da sociedade, mas teve vários problemas financeiros, principalmente depois da falência da Pompadour Cosmetique Company. Por anos ela não teve evidência na vida pública. Em 1899, ela morava em Hartlepool, onde era secretária da União Britânica para a Abolição da Vivissecção (BUAV). Esteve presente em vários comitês políticos que discutiam o fim da prática. Mabel também fez campanha antivacina depois de um escândalo envolvendo a vacinação compulsória de torpas britânicas na Segunda Guerra dos Bôeres.
Além das campanhas contra a vivissecção, Mabel se envolveu no movimento sufragista. Tais envolvimentos e campanhas inspiraram vários de seus trabalhos, como The Star Sapphire. Seu trabalho em várias cidades inglesas contra a vivissecção a levaram ao Parlamento.
Em 1912, Mabel começou a escrever regularmente para a revista Occult Review quando o banco Charing Cross, no qual todas as suas economias foram investidas, faliu e a deixou em grandes dificuldades. Ela escreveu para seus editores, principalmente nos Estados Unidos, pedindo o pagamento de seus direitos autorais. Por volta dessa época, Mabel já era vegetariana, se recusando a usar couro, comer carne e até ovos.
Quando a Primeira Guerra Mundial eclodiu, Mabel estava deprimida, mas ainda conseguiu escrever um novo livro, The Crucible. Durante os conflitos, Mabel visitou soldados e se interessou em táticas militares.

## Morte
Mabel morreu em 31 de março de 1927, em Gloucester, aos 76 anos, devido a problemas cardíacos.

## Principais publicações
- The Blacksmith and Scholar (1875)
- An Innocent Sinner (1877)
- Light on the Path (1885)
- The Prettiest Woman in Warsaw (1885)
- Through the Gates of Gold (1887)
- The Blossom and the Fruit (1887)
- The Idyll of the White Lotus (1890)
- Morial the Mahatma (1892)
- Suggestion (1892)
- Juliet’s Lovers (1893)
- The Story of the Year (1895)
- The Star Sapphire (1896)
- A Cry From Afar (1905)
- Loves Chaplet (1905)
- Fragments of Thought and Life (1908)
- Outlawed (1909) com Alice Chapin - peça encenada em 1911
- When the Sun Moves Northward (1912)
- The Transparent Jewel (1913)
- The Story of Sensa (1913)
- As the Flower Grows (1915)